# 1886 Lowell
1886 Lowell è un asteroide della fascia principale. Scoperto nel 1949, presenta un'orbita caratterizzata da un semiasse maggiore pari a 2,6267648 au e da un'eccentricità di 0,1568897, inclinata di 14,87912° rispetto all'eclittica.
L'asteroide è dedicato all'astronomo statunitense Percival Lowell.